# Imperatriz
Imperatriz là một đô thị thuộc bang Maranhão, Brasil. Đô thị này có diện tích 1367,9 km², dân số năm 2007 là 232560 người, mật độ 170 người/km².